# 徐钰 (元朝)
徐钰，元朝镇江（今江苏省镇江市）人。
徐钰刚刚二十岁，侍奉父亲徐镇，将去婺源，路过丹阳小溪，徐镇乘桥失足，堕入水中。同行之人站在岸上，不能相救。徐钰跳到溪中推徐镇出水，徐镇得以扶着行船爬出水中。徐钰力尽，且水势湍急，于是溺死，尸体漂出四十五里，在河滩上被找到。江浙行省将情况上报，朝廷表彰其事迹。